# Застава Француске Полинезије
Застава Француске Полинезије је усвојена 1984. Крајња црвена и средишње бело хоризонтално поље преузети су са историјске Тахићанске заставе. У средини заставе налази се грб Француске Полинезије, који се састоји од катамарана, иза којег се налази диск са стилизованим сунцем и морем. Сличан дизајн налази се и на заставама других држава с тих подручја као нпр. на застави Кирибата. У неким верзијама заставе, пет фигура представљају људе са острвских група Француске Полинезије.

## Заставе острвских група
- Острва Гамбије
- Архипелаг Туамоту
- Острва Маркиз
- Острва Аустрал

## Спољшање везе
- Заставе света